# Sebalter
Sebalter (zapis stylizowany: SEBalter), właściwie Sebastiano Paù-Lessi (ur. 1 lipca 1985 w Ticino) – szwajcarski piosenkarz i skrzypek, reprezentant Szwajcarii podczas 59. Konkursu Piosenki Eurowizji (2014).

## Życiorys

### Początki kariery
Rozpoczął karierę muzyczną w 2000, dołączając w charakterze basisty do hardrockowego zespołu The Stalkers, z którym grał własne aranżacje utworów formacji, takich jak m.in. Uriah Heep, Deep Purple czy Led Zeppelin. Po dwóch latach współpracy opuścił zespół, a niedługo później został skrzypkiem w folkowo-rockowym zespole The Vad Vuc, z którym wydał trzy albumy studyjne i wyruszył w trasy koncertowe. W 2012 opuścił zespół i skupił się na karierze solowej.
W 2005 został współprowadzącym telewizyjnego serialu dla młodzieży Le vostre vacanze emitowanego przez kanał TSI. W latach 2006–2007 był jednym z gospodarzy koncertów sylwestrowych organizowanych przez stację.

### 2013–2015: Konkurs Piosenki Eurowizji iDay of Glory

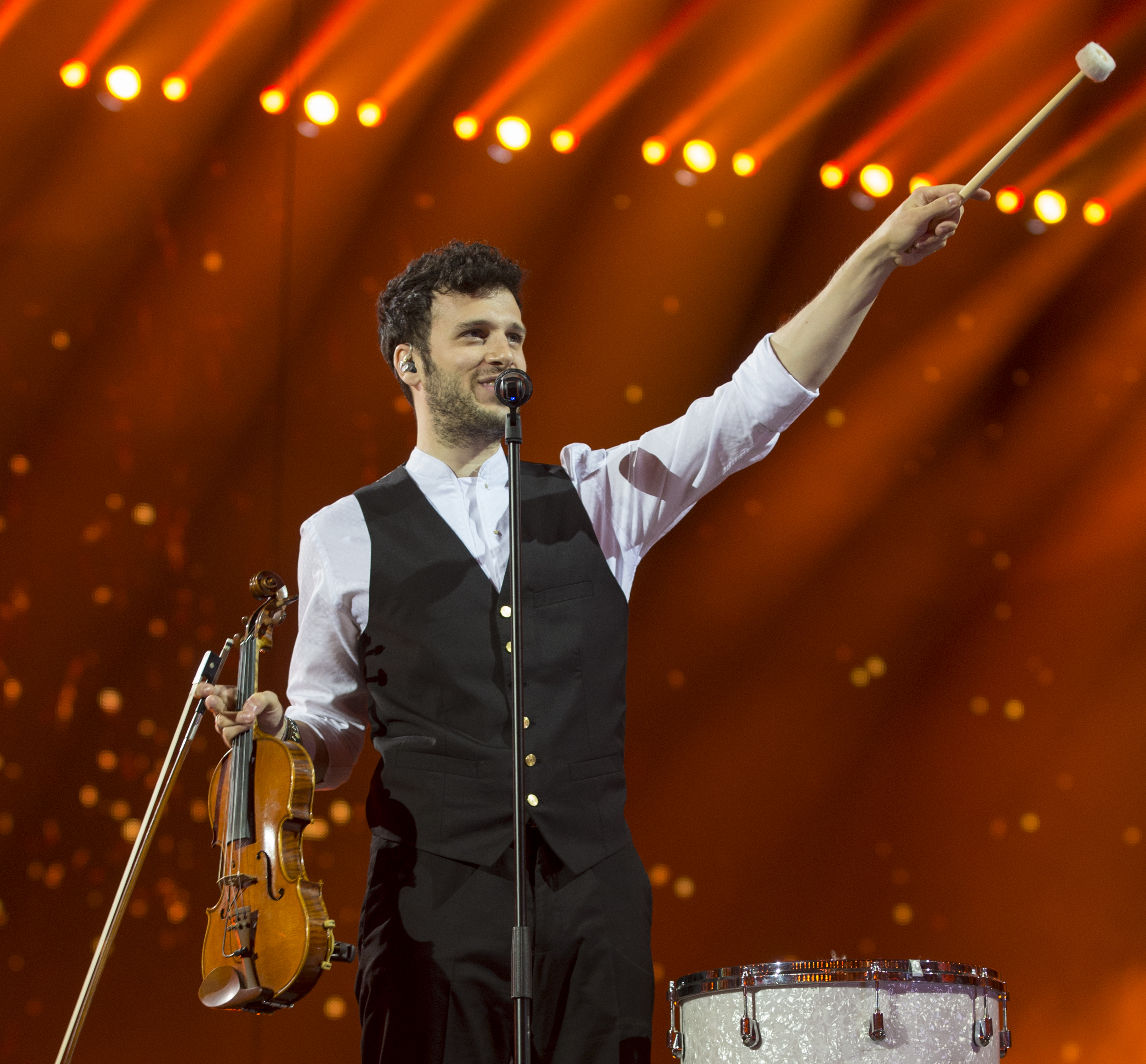
Sebalter podczas występu w półfinale 59. Konkursu Piosenki Eurowizji w Kopenhadze, maj 2014

We wrześniu 2013 z piosenką „Hunter of Stars” zgłosił się do udziału w regionalnych selekcjach do 59. Konkursu Piosenki Eurowizji przygotowywanych przez włoskojęzycznego nadawcę Radiotelevisione svizzera (RSI). W listopadzie zakwalifikował się do krajowego etapu eliminacji, podczas którego zaprezentował się przed czteroosobowym panelem jurorskim, po czym awansował do stawki finałowej i wystąpił w finale eliminacji rozegranym 1 lutego w Kreuzlingen. Zajął w nim pierwsze miejsce, zostając reprezentantem Szwajcarii w konkursie organizowanym w Kopenhadze. Jak sam przyznał, inspiracją do napisania piosenki był jego wielomiesięczny pobyt w Stanach Zjednoczonych. W maju wystąpił w drugim półfinale Konkursu Piosenki Eurowizji i z czwartego miejsca awansował do rundy finałowej rozgrywanej 10 maja. Zajął w nim 13. miejsce po uzyskaniu 64 punktów.
Pod koniec listopada 2014 zagrał koncert w Teatro Sociale Bellinzona, na którym premierowo zaprezentował materiał ze swojego debiutanckiego albumu studyjnego. Płyta, zatytułowana Day of Glory, ukazała się w styczniu 2015, promowana była przez single: „Hunter of Stars” i „Saturday”.

### Od 2016:Awakening
W maju 2016 był sekretarzem prezentującym wyniki szwajcarskiego głosowania w finale 61. Konkursu Piosenki Eurowizji organizowanego w Sztokholmie. 20 stycznia 2017 wydał drugi album studyjny, zatytułowany Awakening. Pierwszym singlem promującym album został utwór „Weeping Willow”.
We wrześniu 2018 ujawniono, że z piosenką „We’ll Carry the Light” zgłosił się do krajowych eliminacji do 64. Konkursu Piosenki Eurowizji.

## Dyskografia

### Albumy studyjne
- Day of Glory (2015)
- Awakening (2017)

### Single
- 2013 – „Hunter of Stars”
- 2014 – „Saturday”
- 2014 – „September”
- 2015 – „Shadows”
- 2017 – „Weeping Willow”